# 小行星5313
小行星5313（5313 Nunes）是一颗围绕太阳公转的小行星。1982年9月18日，亨利·德波鸿诺在拉西拉天文台发现了此天体。
这颗小行星的绝对星等为137.79267等。